# Джерело (квартет)
Камерно-інструментальний квартет «Джерело» – музичний колектив при Національній філармонії України, в репертуарі якого — класичні твори, народна та сучасна оригінальна музика.

## Загальні відомості
Колектив створений 1992 року з числа студентів і викладачів Національної музичної академії України імені Петра Чайковського. У складі квартету — віртуози гри на народних інструментах.
Квартет «Джерело» гідно представляє культуру України під час гастролів в різних країнах світу, зокрема в Італії, Німеччині, Греції, Грузії, Франції та ін.
1997 став дипломантом Міжнародного конкурсу «Фогтландські дні музики» (в німецькому місті Клінгенталь) у категорії камерних ансамблів.
2000 року взяв участь у Міжнародному фестивалі в Салоніках (Греція), де мав великий успіх.
Ансамбль також акомпанує таким виконавцям як Валерій Буймістер, Ірина Семененко, Ігор Борко, Ганна Нужа, Лариса Дедюх та ін.
Спеціально для квартету «Джерело» Віктор Власов написав композицію «Музика для чотирьох».
Квартет має записи у фонді Українського радіо, а також декілька компакт-дисків.

## Склад квартету
- Євгенія Іванівна Черказова (акордеон), народна артистка України[1]
- Віталій Миколайович Видмідський (домра), заслужений артист України[1]
- Володимир Леонідович Левицький (домра), заслужений артист України[1]
- Олександр Васильович Олексієнко (кобза-бас), заслужений артист України[1]

Раніше у складі квартету «Джерело» виступав Сергій Ігнатенко (кобза-бас).